# Det Kongelige Danske Musikkonservatoriums Børnekor
Det Kongelige Danske Musikkonservatoriums Børnekor er et børnekor under Det Kongelige Danske Musikkonservatorium. Koret består af ca. 50 unge mennesker (drenge og piger) i alderen 11-18 år. Koret blev stiftet i 1978 af Margrete Enevold og har en alsidig koncertvirksomhed, ofte i samarbejde med andre kor og orkestre.
Koret fungerer også som øvekor på for kommende kirkemusikere, musikpædagoger og kordirigenter på konservatoriet, og bygger på ønsket om at forene kunstneriske, pædagogiske og sociale hensyn i undervisnings- og koncertsammenhæng.
Koret har et bredt repertoire, der spænder fra sange og salmer til større klassiske værker og nykomponeret musik. Koret udgiver cd'er og har turneret over hele verden.
Dirigent fra 2000-2004 og igen fra 2007 er Bente Colding-Jørgensen. Koret har Kronprinsesse Mary som protektor.